# Комати
Кома́ти или Инкома́ти — Южно-Африканская река протяжённостью 480 километров, бассейна Индийского океана.

## Описание
Река берёт своё начало в северо-восточной провинции ЮАР Мпумаланга, далее протекает в Эсватини и Мозамбике.
Её длина составляет 480 км, площадь бассейна — около 50 000 км². Её среднегодовой сток составляет 111 м³/с в устье.
Впадает в Индийский океан. Имеет ряд притоков.
Воды реки используются для орошения. На берегах реки в провинции ЮАР Мпумаланга расположен национальный парк Нкомази (Nkomazi).

## Производные названия
По названию реки названа вулканическая порода коматиит.

## Исторические факты
16 марта 1984 года на южноафриканском берегу Комати президент Народной Республики Мозамбик Самора Машел и премьер-министр ЮАР Питер Бота подписали Соглашение Нкомати — договор о ненападении и добрососедстве.